# Dolichopus nigrimanus
Dolichopus nigrimanus är en tvåvingeart som beskrevs av Van Duzee 1921. Dolichopus nigrimanus ingår i släktet Dolichopus och familjen styltflugor. Inga underarter finns listade i Catalogue of Life.